# Gare de Lizy-sur-Ourcq
Gare de Lizy-sur-Ourcq vasútállomás Franciaországban, Lizy-sur-Ourcq településen.

## Vasútvonalak
Az állomást az alábbi vasútvonalak érintik:
- Trilport-Bazoches-vasútvonal

## Kapcsolódó állomások
A vasútállomáshoz az alábbi állomások vannak a legközelebb:
- Gare d’Isles - Armentières - Congis (Paris Gare de l’Est, ligne P)
- Gare de Crouy-sur-Ourcq (Gare de La Ferté-Milon, ligne P)